# 요한 마르코의 어머니 마리아

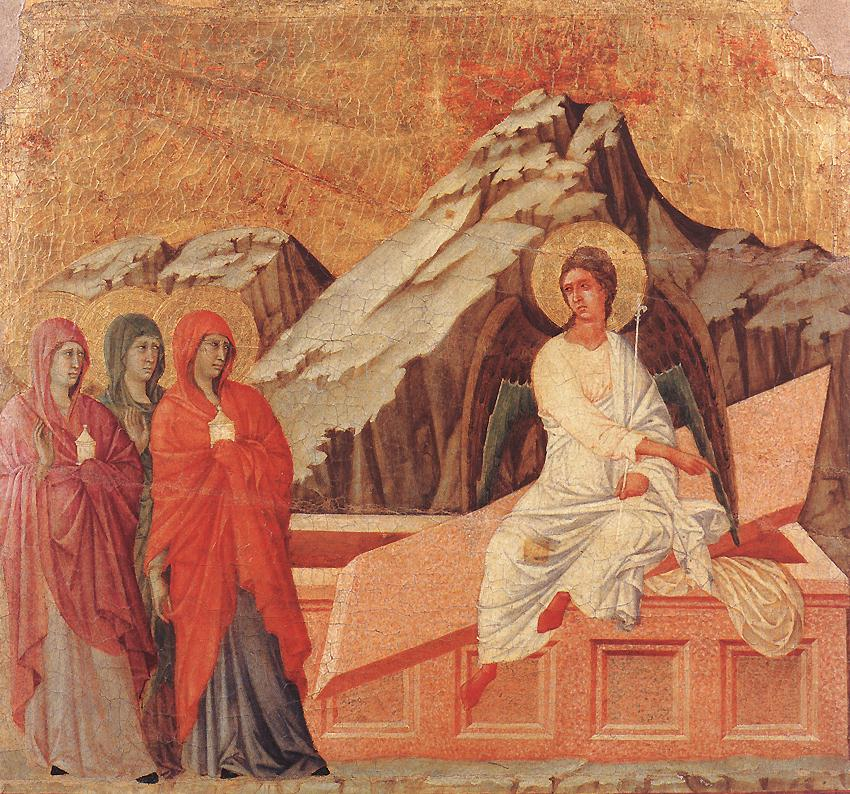

요한 마르코의 어머니 마리아는 사도행전 12:12에서 언급되는 인물로, 베드로가 탈옥하고나서 그녀의 집으로 갔다고 말하고 있다. 이 본문은 다음과 같다.
깨닫고 마가라 하는 요한의 어머니 마리아의 집에 가니 여러 사람이 거기에 모여 기도하고 있더라 (개역개정)
그녀의 아들 요한 마르코와 신약성경에 등장하는 다른 마르코나 요한들이 동일인물인가에 대한 문제는 요한 마르코 문서에서 그 논의를 확인할 수 있다. 그리스 학자들은 요한 마르코가 복음사가 마르코와 다른 사람이라고 주장하며, 그들의 시낙사리온(synaxarion)에서도 축일을 분리하고 있다. 가톨릭 학자들은 이 문제에 대해 의견이 나뉜다.